# برهان فسخ عزائم
برهان فسخ عزائم از برهان‌های اثبات وجود خدا است.
این برهان از براهینی است که علی بن ابی‌طالب به آن‌ها اشاره کرده‌است.

## تقریر ۱[۲]
آ: چه بسا انسان تصمیمی جدّی می‌گیرد و بعداً عزیمتش (چه عزم شیطانی، چه رحمانی) فسخ می‌شود. (توضیح: فسخ عزیمت و حل گره‌ها و نقض همت‌ها، امری است که برای هرکس پیش می‌آید و یک اصل است.)
ب: این فسخِ عزیمت نشان‌دهندهٔ وابسته‌بودن انسان است.
نتیجه ۱: انسان، قائم به نفس نیست.
پ: آنچه قائم به نفس نیست، تحققش به خود، خلف است.
نتیجه ۲: انسان وابسته به یک وجود دیگر است.
ت: این وجود باید قائم به ذات باشد. (توضیح: در غیراین‌صورت تسلسل لازم می‌آید که محال عقلی است.)
نتیجه ۳: انسان وابسته به یک وجود قائم به ذات (خدا) است.
ث: این وجود، باید باشد تا انسان به آن وابسته باشد.
نتیجه ۴: خدا وجود دارد.

## تقریر ۲[۳]
آن کسی که خود یا دیگری را نفی می‌کند، باید وجود داشته باشد تا نفی کند، یعنی از نفیش اثباتش لازم می‌آید. پس چنین چیزی اتفاق نخواهد افتاد. اگر کسی بخواهد بتی را بشکند نخست باید «خودی» داشته باشد، پس این بت‌شکن باقی می‌ماند. در نتیجه چاره‌ای نیست که نافی او، خود خدا باشد. به همین خاطر اساس برهان به این معناست که آن کسی که در این میان ضروریست و تصمیم می‌گیرد، فقط خداست نه غیر او؛ بنابراین فسخ عزائم یعنی از میان برداشتن آنچه که باید بشود و به میان آوردن آنچه که نباید بشود.